# Jarosław Buszko
Jarosław Buszko (ur. 10 stycznia 1952 w Ełku) – profesor nauk biologicznych, lepidopterolog, pracownik Uniwersytetu Mikołaja Kopernika w Toruniu, członek Polskiego Towarzystwa Entomologicznego.

## Biografia naukowa
Pracę magisterską obronił w 1974, doktorat – w 1979, habilitację uzyskał w 1991, natomiast tytuł profesora w 2000 r.

### Kierunki badań
Prof. J. Buszko zajmuje się badaniami motyli (Lepidoptera), w szczególności systematyką zoogeografią i ekologią motyli, głównie motyli minujących oraz z rodziny Pterophoridae. W swoich badaniach podejmuje także problem bionomii, struktury i dynamiki przestrzenno-czasowych zgrupowań motyli. Profesor J. Buszko brał udział w ogólnopolskich programach inwentaryzacyjnych i kartowania zasięgów występowania motyli dziennych oraz programach opisu bionomii i stadiów larwalnych wielu gatunków motyli minujących.

### Wybrane publikacje
- Buszko Jarosław, Kokot Andrzej, Palik Edward, Śliwiński Zygmunt. 1996. Motyle większe (Macrolepidoptera) Puszczy Białowieskiej. Parki nar. Rez. przyr. Białowieża. 15.4: 3–46.
- Buszko Jarosław, Atlas rozmieszczenia motyli dziennych w Polsce, 1986–1995, Turpress, Toruń 1997
- Buszko Jarosław, Masłowski Janusz, Atlas motyli Polski Część I. Motyle dzienne (Rhopalocera), Grupa IMAGE, Warszawa 1993
- Buszko Jarosław, Atlas motyli Polski Część II Prządki, zawisaki, niedźwiedziówki, Grupa IMAGE, Warszawa 1997
- Buszko Jarosław, Atlas motyli Polski Część III Falice, wycinki, miernikowce, Grupa IMAGE, Warszawa 2000
- Buszko Jarosław, Nowacki Janusz, 2000, "The Lepidoptera of Poland. A distributional checklist". Polish Entomological Monographs, 1, 1–178 pp.
- Buszko Jarosław, Masłowski Janusz, Motyle dzienne Polski, Wydawnictwo Koliber, Nowy Sącz 2008
- Buszko Jarosław, Masłowski Janusz, Motyle nocne Polski Macrolepidoptera, Wydawnictwo Koliber, Nowy Sącz 2012